# 梳攏 (風月界)
梳拢，也作梳櫳、梳弄，是指東亞傳統妓女的正式通過儀禮，意指把頭髮從少女的髮型改梳成成年女性的髮髻，由笄禮演變而成。日本傳統交際花如藝妓、花魁的稱為水揚（日语：水揚げ），朝鮮半島妓生的稱為盤花草（韓語：머리를 얹고）。雛妓要經過梳櫳才成為正式的妓女。除了有成人禮的意義外，對於會賣身的妓女來說，還隱含首次接客賣初夜的意味。清代孔尚任《桃花扇·第二齣》：“这里有位罢职县令，叫做杨龙友，乃凤阳督抚马士英的妹夫，原做光禄阮大铖的盟弟，常到院中夸俺孩儿，要替他招客梳栊。”